# KGI
Indicadores Chave Objetivo ou de Sucesso, em inglês Key Goal Indicators (KGI), permitem medir em que grau os novos processos implementados responderam aos requisitos de negócio.
Tem como função:
- Alinhar os níveis de serviço pela unidade estratégica dos negócios com os objetivos do negócio;
- Concordância do cliente que o nível de serviço atende as expectativas;
- Verificar se os níveis de serviço são compatíveis com os custos orçados.

E medem:
- Porcentagem de todos os processos críticos de negócios dependentes de TI cobertos pelos SLAs;
- Porcentagem de SLAs revistas no período acordado;
- Porcentagem de serviços de Ti que atendem SLAs.